# De rib van Kalafar
De rib van Kalafar is het 138ste stripverhaal van Jommeke. De reeks wordt getekend door striptekenaar Jef Nys.

## Verhaal
Jommeke en Filiberke vinden op straat een omslag met vreemde tekens op. Professor Gobelijn ontcijfert de raadselachtige tekens. Die geven de plaats aan waar de mysterieuze rib van Kalafar verborgen ligt. Een ontdekkingsreiziger deed lang geleden al een poging om de bewuste rib te vinden. Onze vrienden besluiten om op zoek te gaan naar de rib en reizen naar Afrika. De overleden ontdekkingsreiziger grifte zijn initialen in bomen en rotsen. Zo zijn de vrienden zeker dat ze de juiste richting uitgaan. Vervolgens staat er op een geraamte gekerfd:
"Vind de andere rib en ge zult mijn geheim kennen".
Inboorlingen nemen de vrienden snel gevangen. Deze zijn afstammelingen van Kalafar en bewaken de bewuste rib. Slimme Flip kan de bewuste rib bij Gobelijn brengen zodat deze de geheime tekens kan noteren. Jommeke en zijn vrienden krijgen van het stamhoofd de opdracht om de overblijfselen van Kalafar te vinden, of ze zouden eeuwig bij de stam gevangen zijn. Daar ze nu op zoektocht moeten, worden ze onderweg gevangengenomen door twee andere ongure figuren. Flip kan ontkomen en komt terecht bij een 128 jaar oude man, "Annos Attendros" genaamd (uit het Latijn: "Jaren aan het wachten"). De oude man helpt Jommeke en zijn vrienden te bevrijden. Uiteindelijk vinden ze de schat van Kalafar. De inboorlingen krijgen de schat, Gobelijn houdt de rib als aandenken.